# Enrique Clemente Maza
Enrique Clemente Maza (nascut el 4 de març de 1999) és un futbolista aragonès que juga a la UD Las Palmas. Principalment defensa central, també pot jugar de lateral esquerre.

## Carrera de club
Nascut a Saragossa, Clemente va ser un jugador juvenil del Real Zaragoza. Va debutar amb el sènior amb el filial el 14 de gener de 2018, com a titular en una derrota per 1-2 a casa a la Segona Divisió B contra el Lleida Esportiu.
Clemente va ascendir definitivament a la plantilla B el juliol de 2018, després del seu descens a Tercera Divisió. Al setembre, va patir una greu lesió al genoll, i va estar de baixa la resta de la temporada ; l'1 d'octubre va ampliar el seu contracte fins al 2022, aconseguint així l'ascens definitiu a l'equip principal abans de la campanya 2019-20.
Clemente va debutar com a professional el 30 d'agost de 2019, jugant els 90 minuts complets en una victòria per 1-0 a casa contra l'Elx CF al campionat de Segona Divisió. L'1 d'octubre de l'any següent, va fitxar per l'UD Logroñés, un altre equip de segona divisió, cedit durant un any.
Clemente va marcar el seu primer gol com a sènior l'1 de desembre de 2021, en un partit de la Copa del Rei contra el CD Mensajero. El següent 8 de gener, va ser cedit al Reial Societat B, també de segona divisió, per a la resta de la temporada.
El 27 d'agost de 2022, Clemente va signar un contracte amb el seu company de segona divisió, la UD Las Palmas. L'1 d'agost de l'any següent, després d'aconseguir l'ascens a la primera divisió, va renovar el seu contracte fins al 2026 i va ser cedit immediatament al Racing de Ferrol, que tot just acabava d'ascendir a segona divisió.
El 27 d'agost de 2024, Clemente va tornar al seu primer club, el Saragossa, amb un contracte de cessió d'un any.